# اسحاق اسرائیلز
اسحاق العازار اسرائیلز (به هلندی: Isaac Lazarus Israëls)، نقاشِ یهودی‌تبار هلندی و از تاثیرگذاران بر مکتب امپرسیونیسم آمستردام بود. وی فرزند جوزف اسرائیلز، نقاش پرآوازه هلندی بود.

## نگارخانه

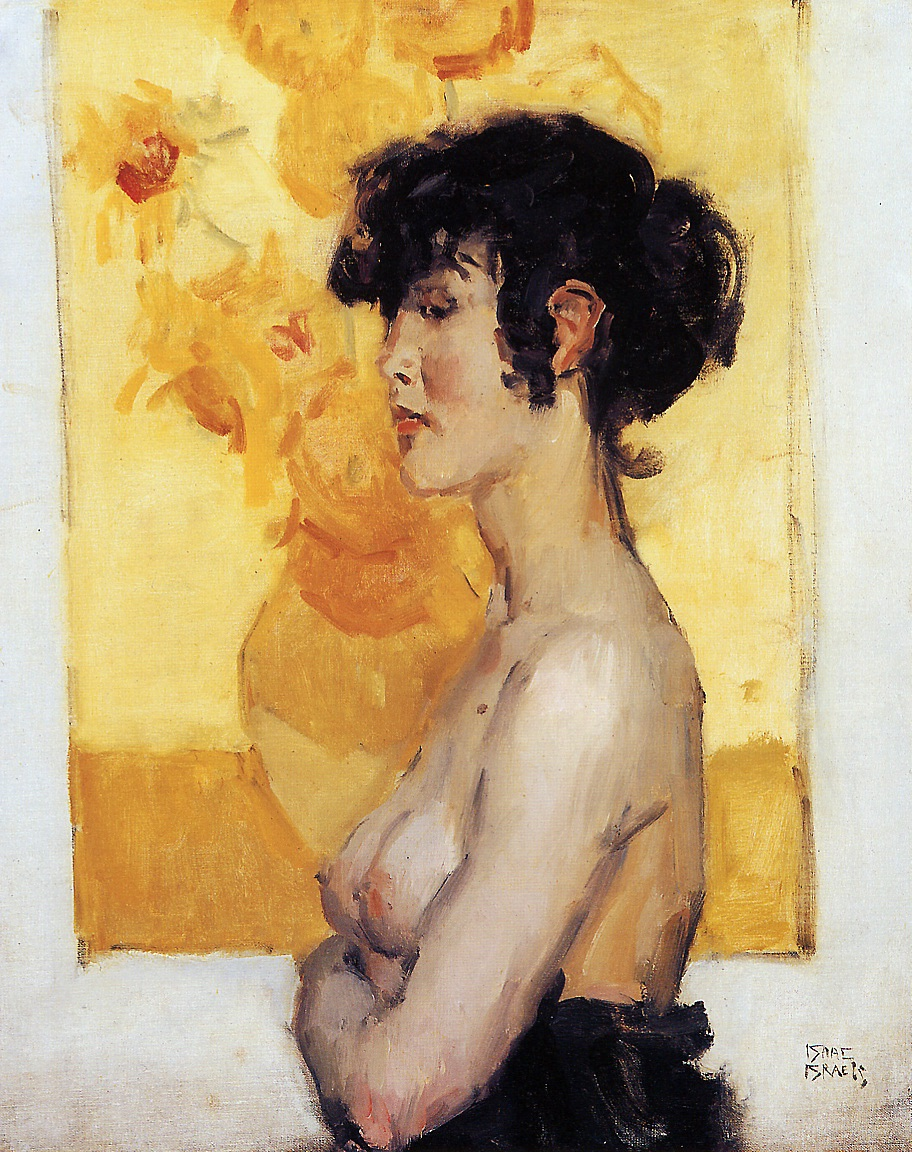
زن نیمه‌برهنه در برابر گل‌های آفتابگردان نام یکی از آثار اسحاق اسرائیل است که آن را در ستایش از گل‌های آفتابگردان اثر وَنسان وَن گوگ، خلق کرد.
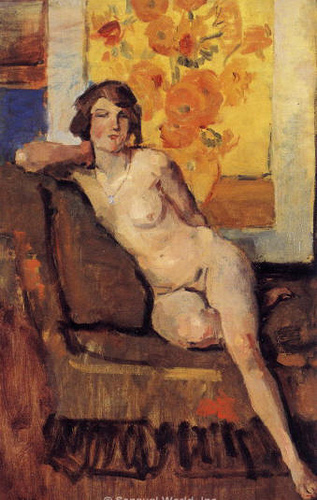
مدل برهنه و گل‌های آفتابگردان
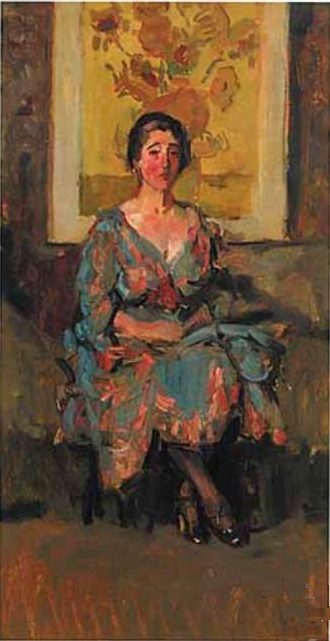
بانوی نقاش در برابر گل‌های آفتابگردان
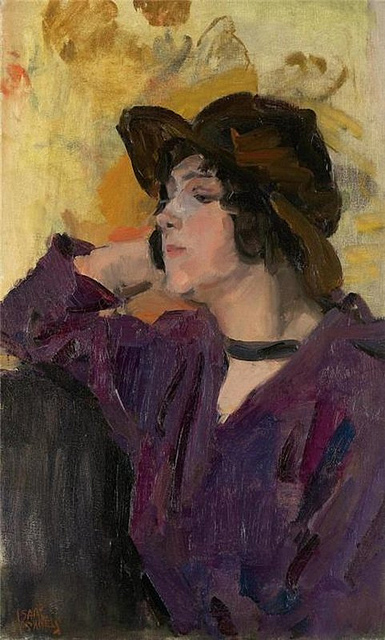
دختری با لباس و کلاه ارغوانی پشت به گل‌های آفتابگردان
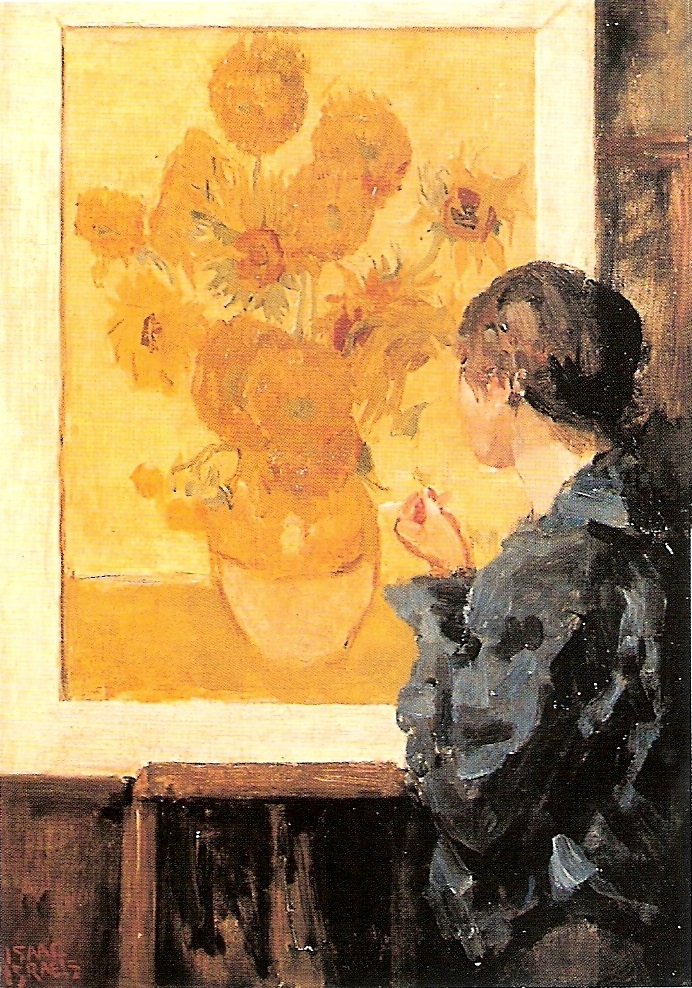
دختری در حال بررسی گل‌های آفتابگردان
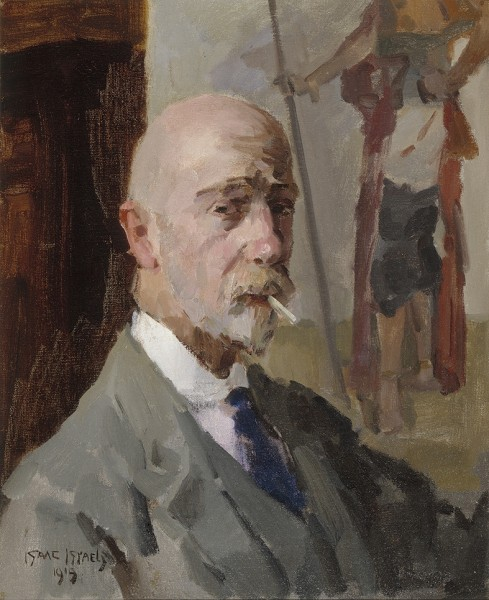
خودنگاره ۱۹۱۹ م
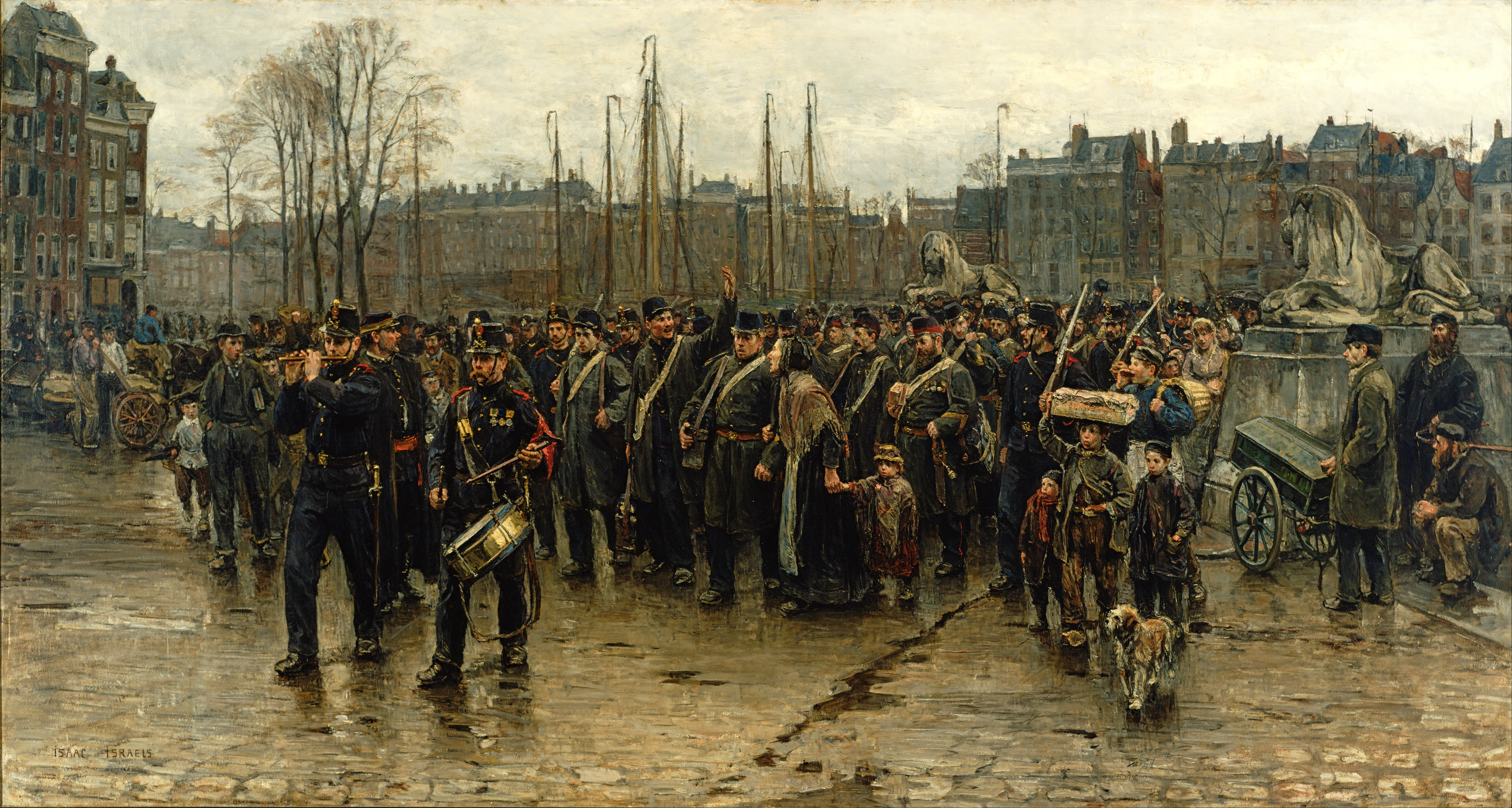
اعزام سربازان به مستعمره، ۱۸۸۴ م موزه کرولر-مولر
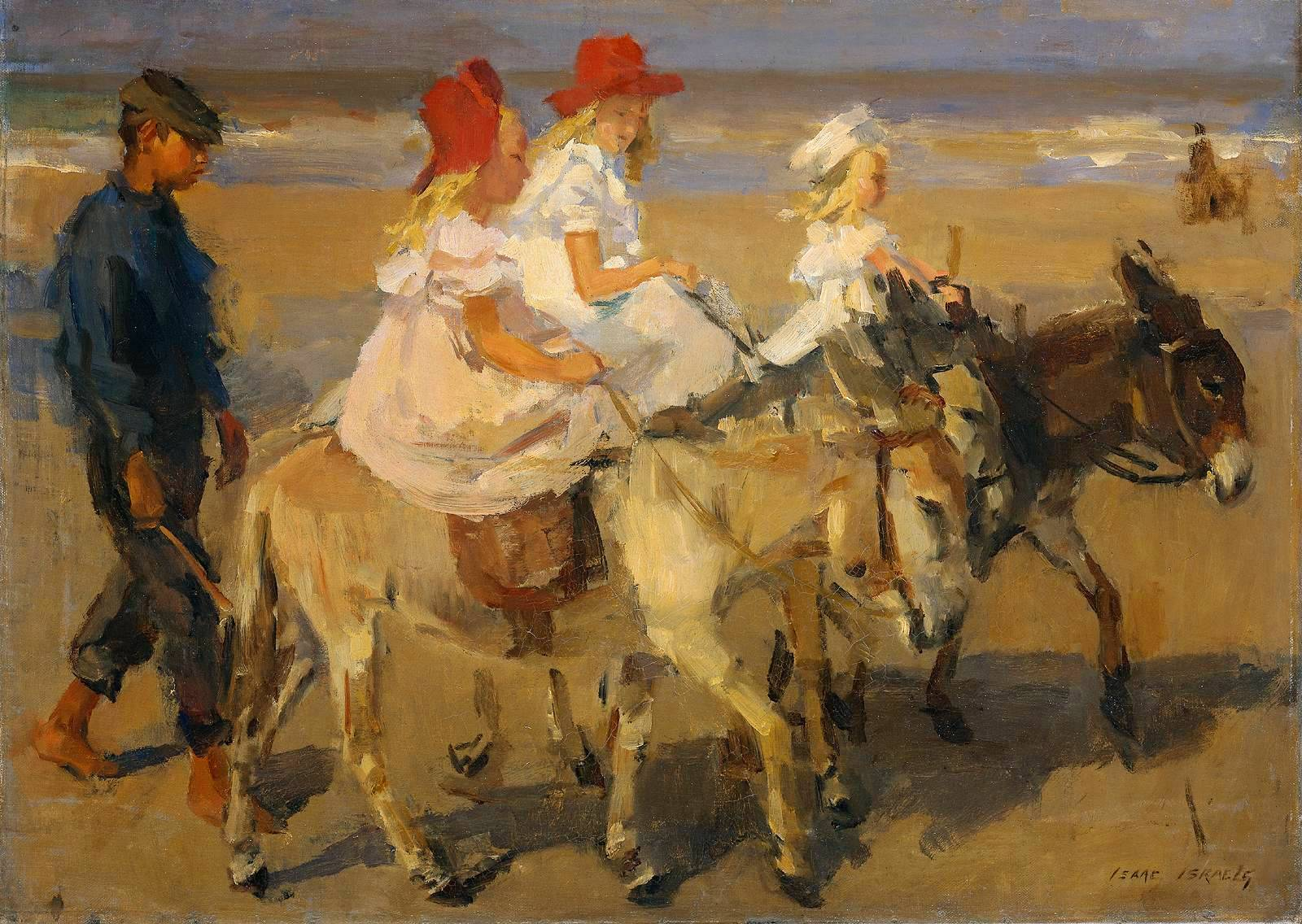
الاغ‌سواری در کنار ساحل، ۱۸۸۸ - ۱۸۹۰ م موزه امپراتوری
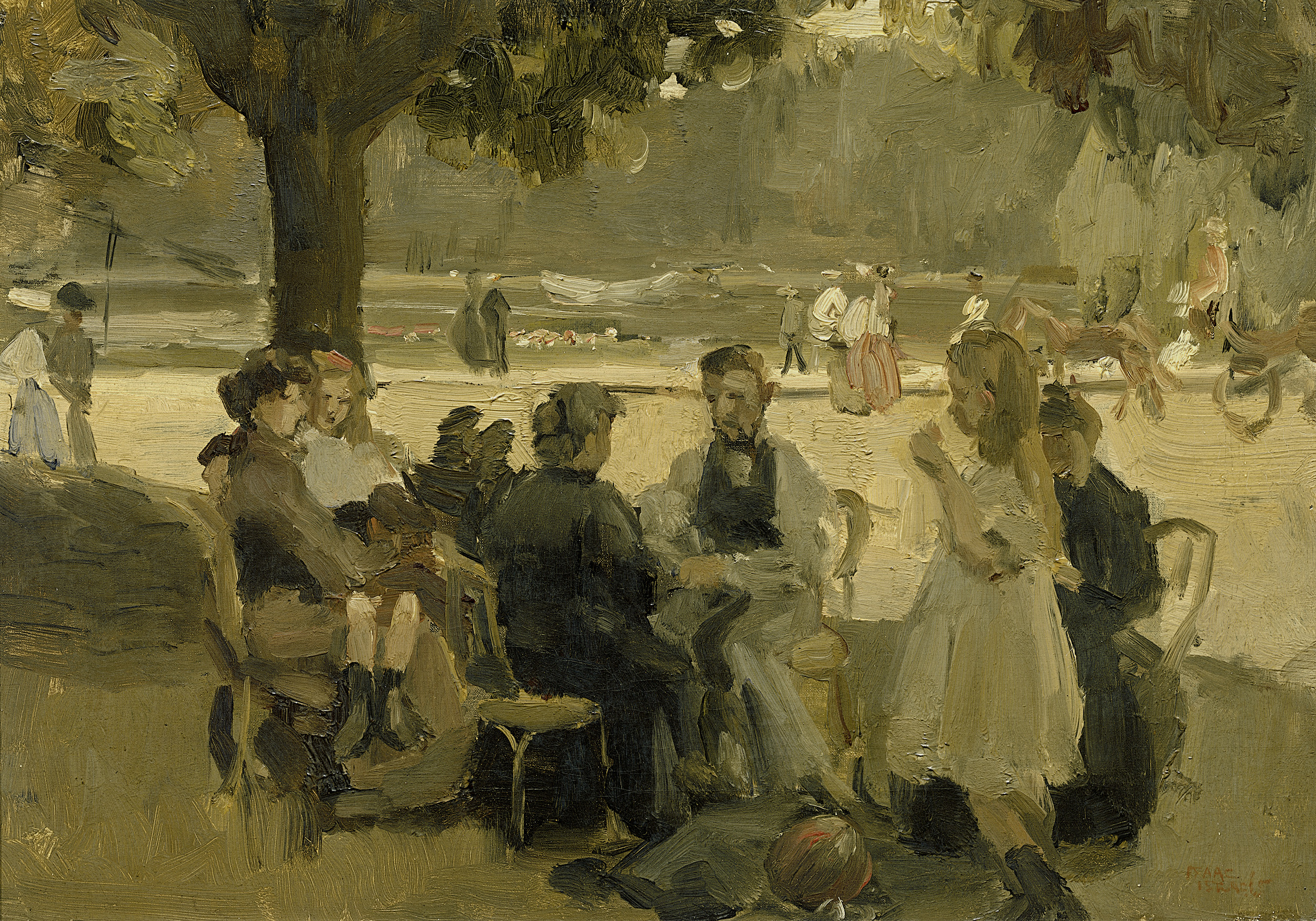
پیک‌نیک در پارک بولونی، ۱۹۰۶ م موزه امپراتوری
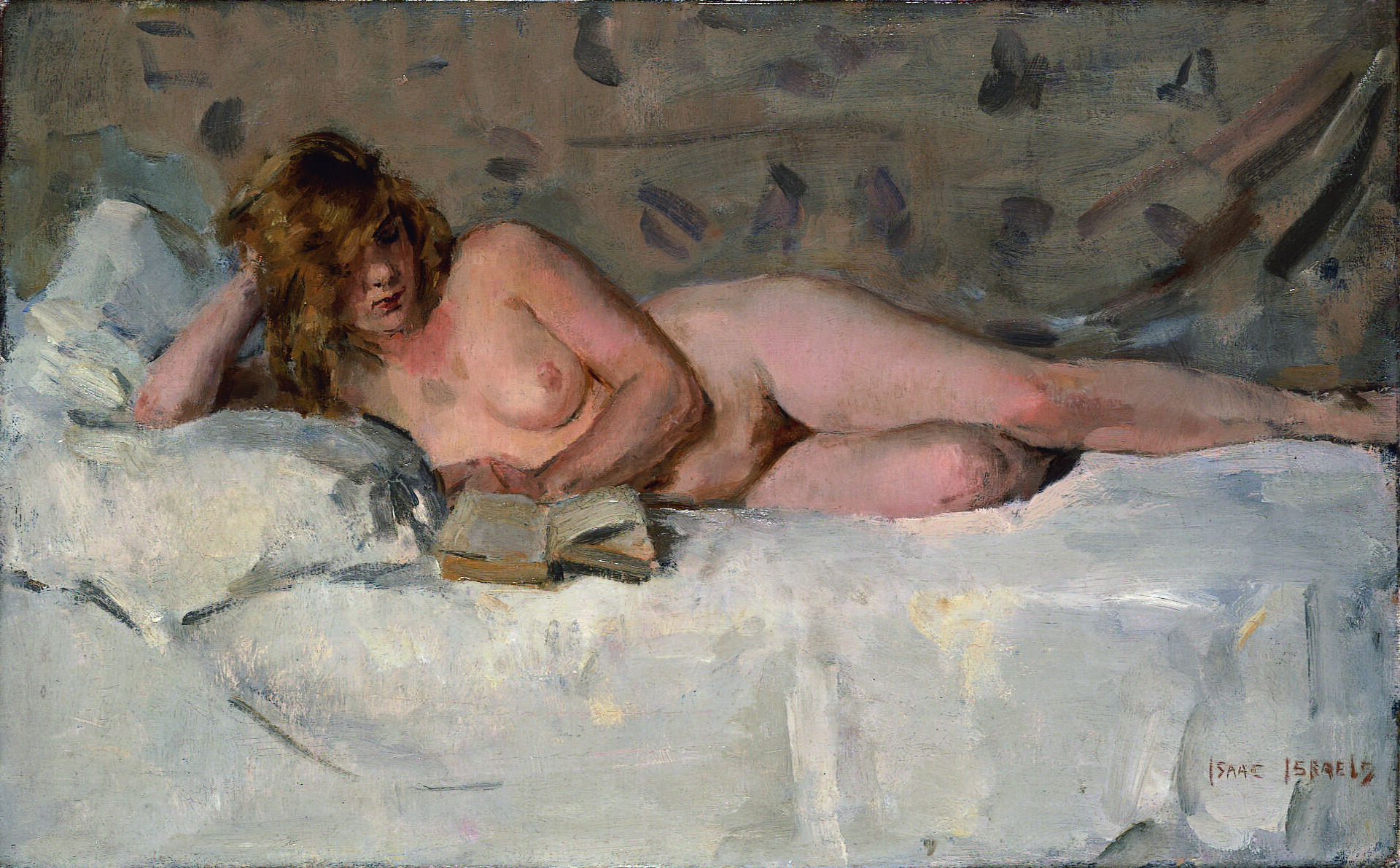
مطالعهٔ برهنه، ۱۸۹۴ - ۱۹۰۰ م کلکسیون شخصی
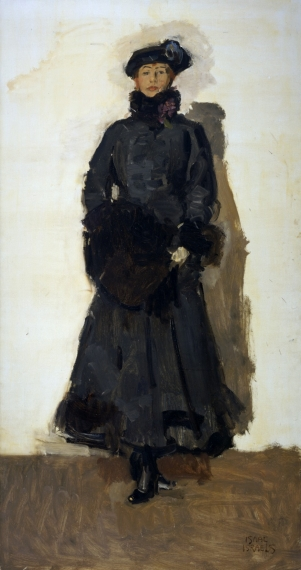
پرترهٔ ماتا هاری، ۱۹۱۶ م نگارخانه ملی لندن
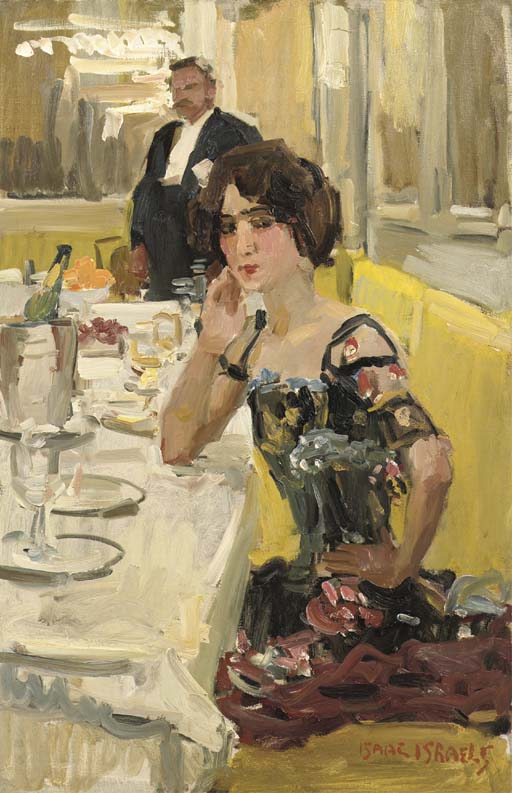
بانویی در رستوران طوطی پاریس
بین ۱۹۰۵ و ۱۹۲۳ م